# 青森ねぶた

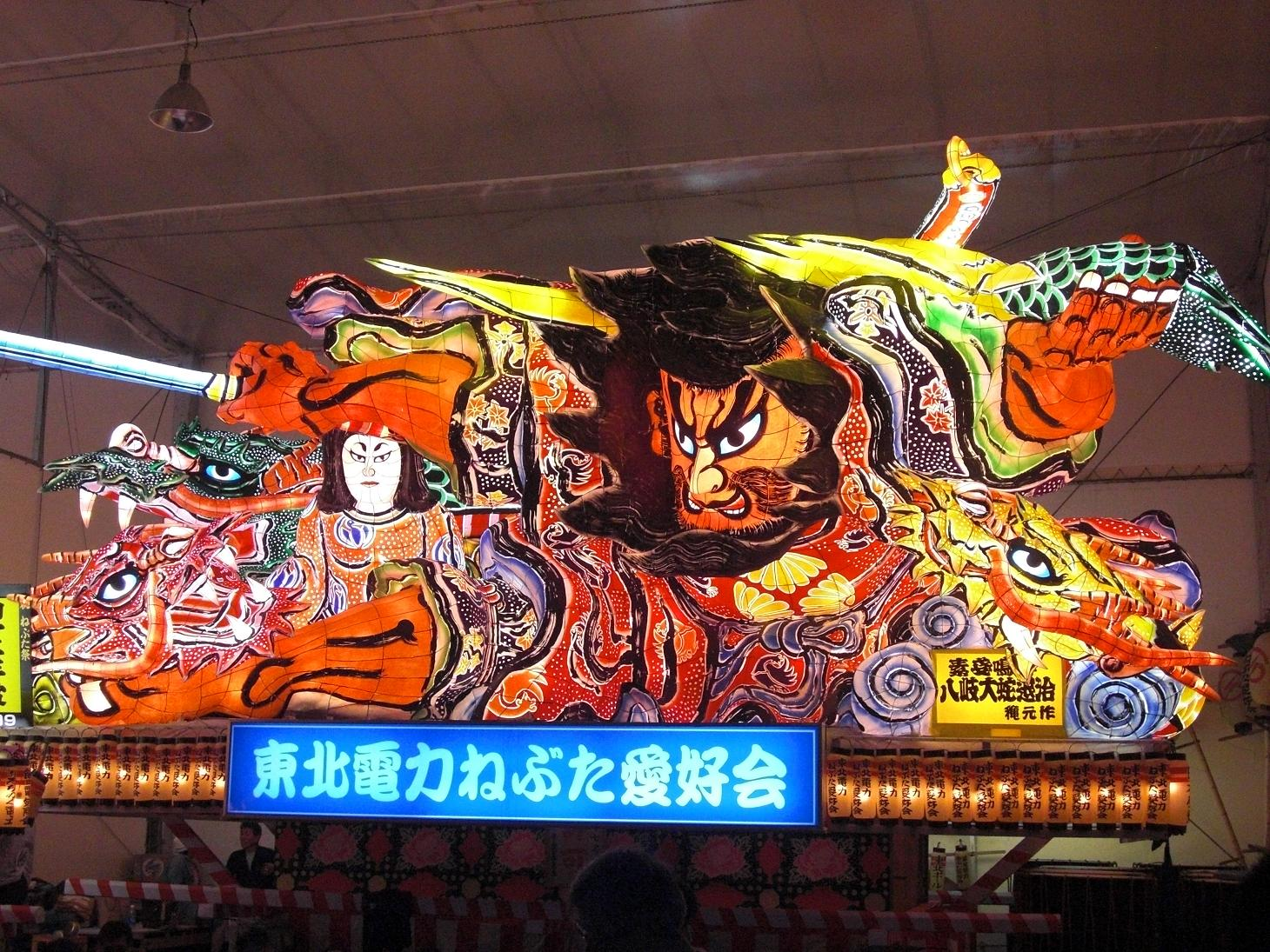
青森ねぶた（屋内に展示されている2009年の東北電力のねぶた）

青森ねぶた祭（あおもりねぶたまつり）は、青森県青森市で8月2日から7日に開催されるねぶた。
毎年、延べ200万人以上の観光客が訪れる。1980年に国の重要無形民俗文化財に指定された。東北三大祭りの一つとされている。

## 起源・歴史

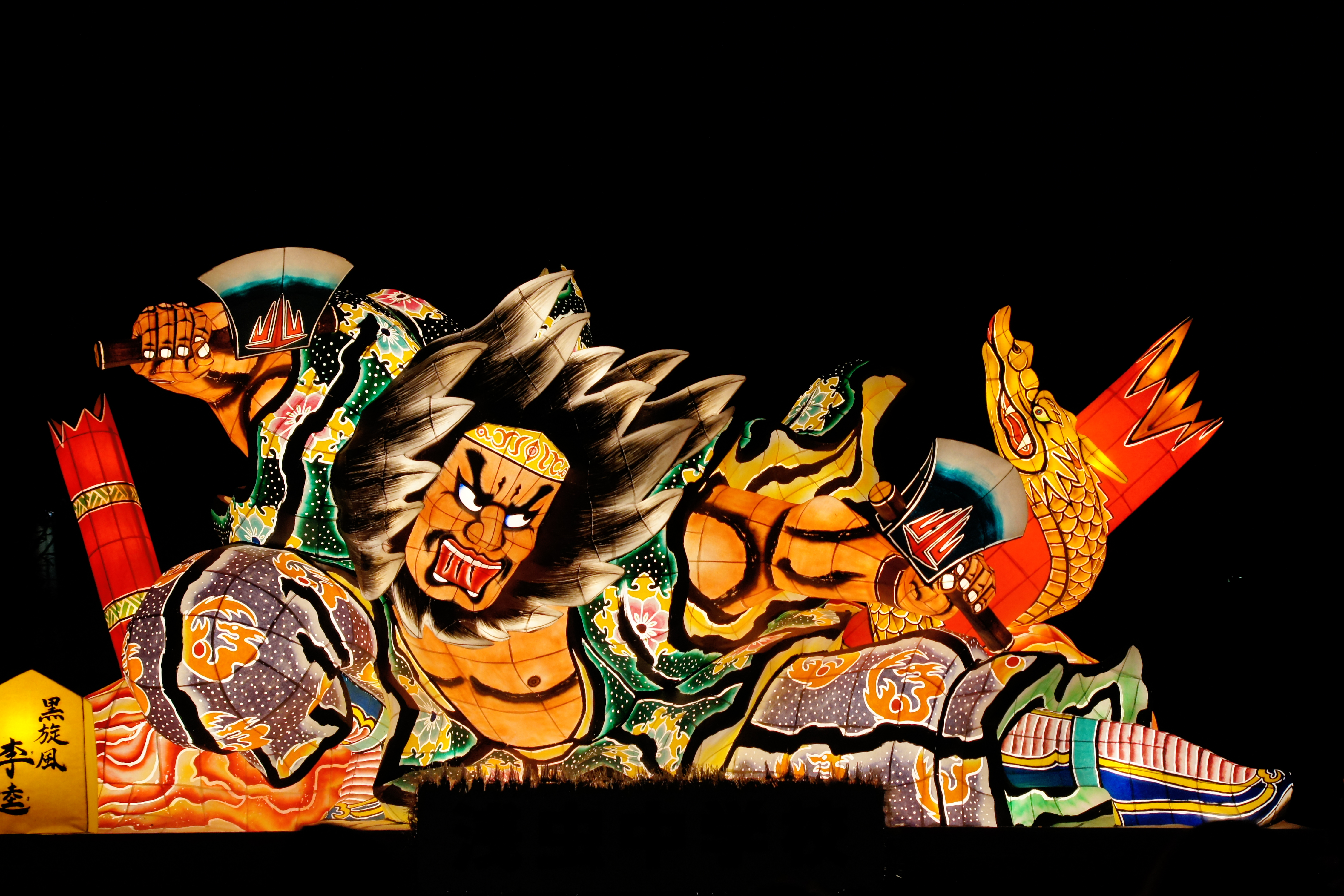
浅虫ねぶた

ねぶたの起源に関しては主に以下の三つの説が知られている。
坂上田村麻呂説
坂上田村麻呂が蝦夷征伐の際、敵をおびき寄せるため、ねぶたを海に流　したことに由来するという説。
文献上の初出は江戸時代初期の『東日流由来記』とされるが、この文献は坂上田村麻呂の伝承を記した『田村の草子』と津軽為信による津軽藩と南部藩の戦いの歴史が融合して創作されたものと考えられている。
この説は明治時代に入って津軽地方で広まり、青森ねぶた祭りの最優秀団体に与えられる賞として「田村麿賞」が創設されるほど浸透していった（ただし現在では「ねぶた大賞」と名称変更されている。後述）。
しかし、坂上田村麻呂の軍勢は最北で志波城（盛岡市）までしか北上していないと考えられ否定されるようになった。
津軽為信説
江戸時代の『津軽徧覧日記』にある説で、文禄2年（1593年）7月に津軽為信が京都で行われていた盂蘭盆会に家臣の服部康成に命じて「津軽の大灯籠」を作らせて町を練り歩かせたところ大評判だったことから、国元の弘前でも開催さ徧覧日記』は津軽為信の京都滞在から200年後の著作で信頼性に乏しく、服部康成が家臣となった時期も誤っており一般には否定されている。ただし、これより後の時代に津軽為信または子の津軽信枚と服部康成が、津軽において京都の灯籠行事を行ったとする仮説も唱えられている。
七夕起源説
七夕行事の「眠り流し」と仏教に由来する「灯籠流し」が融合して発展したという説。
坂上田村麻呂説と津軽為信説が否定されるようになり、七夕起源説が一般的に信じられるようになった。しかし、日本海側で古くから実施されていた民間行事の眠り流しが、津軽藩の公式行事となる灯籠行列として大規模に運行されるようになった経緯は必ずしも明らかにはなっていない。京都または近江から弘前に移住した人々によって京都の灯籠行事がもたらされたとする説もある。
なお、青森市内では浅虫ねぶたのある浅虫地区のほか、大星神社、雲谷地区、浪岡地区にねぶた発祥伝承がある。
ねぶたは骨組みに紙を貼ったものであるが時代とともに変化しており、第二次世界大戦前は竹の骨組みに紙を貼って絵を描いたものの中に蝋燭の火を灯したもので、一人から数人でこれを担いで川や海に運んで流す行事だった。戦後まもなくまで、ねぶたは町内会、青年団、消防団などの地縁組織を中心に行われていた。
藩政時代や明治時代には大型の灯籠を担いで町中を練り歩く行為に対ししばしば禁止令が出された。戦時中も禁止されたが、戦況が悪化した1944年には戦意高揚の為に解禁されており、「桃太郎の鬼退治」をもじった「桃太郎のルーズヴェルト退治」（製作者は北川金三郎）といったものが製作された。戦後は逆に進駐軍の影響により西洋への敵対的な表現ができなくなり、また刀を持ったねぶたも事実上制作不能だった。
戦後になると、ねぶたの大型化が進み骨組みは竹から針金に変わり、照明にも電球やバッテリーを使用するようになり、芸術性が高められた一方で経費も大きくなった。そのため1970年代からは企業や同業者組合、行政などが中心となって運行されるようになった。

## 開催状況
毎年8月2〜7日まで開催される。このうち8月2〜6日で夜間運行がある。7日は昼間運行であるが、夜に陸奥湾で海上運行と花火大会が催される。また、8月1日には前夜祭が行われる。開催にかかる費用は、約2億2000万円。
青森のねぶたには大型ねぶた、子供ねぶた、地域ねぶたがある。子供ねぶた、地域ねぶたは主に町内会が主流となって運行するねぶたであり大きさも普通の大型ねぶたより一回り小さい。子供ねぶたは8月2・3日の2日間運行される。大型ねぶたは開催期中必ず運行されるが、奨励金の関係か2日と3日は大型ねぶたの運行台数が少ない。
昔は雨天中止になることもあったが、現在は雨天でもビニールをかぶせて運行される。
2018年度よりフォルテが「ねぶた アプリ」をリリースしており、全ての大型ねぶたに位置情報端末（GPS）を取り付け、利用者がアプリをダウンロードすることで、ねぶたの位置情報をリアルタイムで把握できるほか、ねぶたが利用者に近づくと、そのねぶたの団体名や制作者、詳細説明などを設定した言語で自動的に音声解説してくれる。現在、対応言語は日本語、英語、中国語（繁体字、簡体字）、韓国語の5言語である。
2020年・2021年は、新型コロナウイルス感染症の感染拡大を受けて開催中止となり、2022年、3年ぶりに開催された。

## 青森ねぶたの遠征

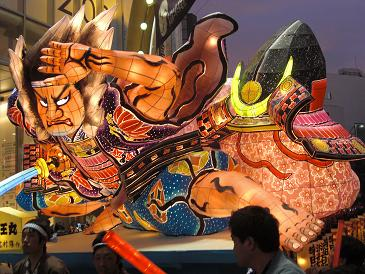
渋谷センター街で運行されるねぶた（2009年）

恒例となっているもの
- 「函館いか踊り」への参加[10]

「青函ツインシティ交流」を結んでいる北海道函館市の「函館いか踊り」との間で、隔年で「ねぶた」と「いか踊り」の相互派遣が行われている。2006年は8月7日のねぶた昼間運行の先頭に「いか踊り」が登場し、2007年は函館に「ねぶた」が派遣された。
- 「センター街ねぶたまつり」

2005年より、毎年9月（金王八幡宮例大祭と同日）に東京都渋谷区・渋谷センター街で開催。但し渋谷センター街自体道路が狭い為、青森ねぶたの半分程度の大きさのねぶた1基が製作される。
- 「おなごりフェスティバル」

開催当初より、例年ねぶた1基が参加している。9月第二土曜日に秋田県能代市で開催。竿燈やさんさ踊りなどの東北内外の他の祭りと共演をする。
現時点で単発開催のもの

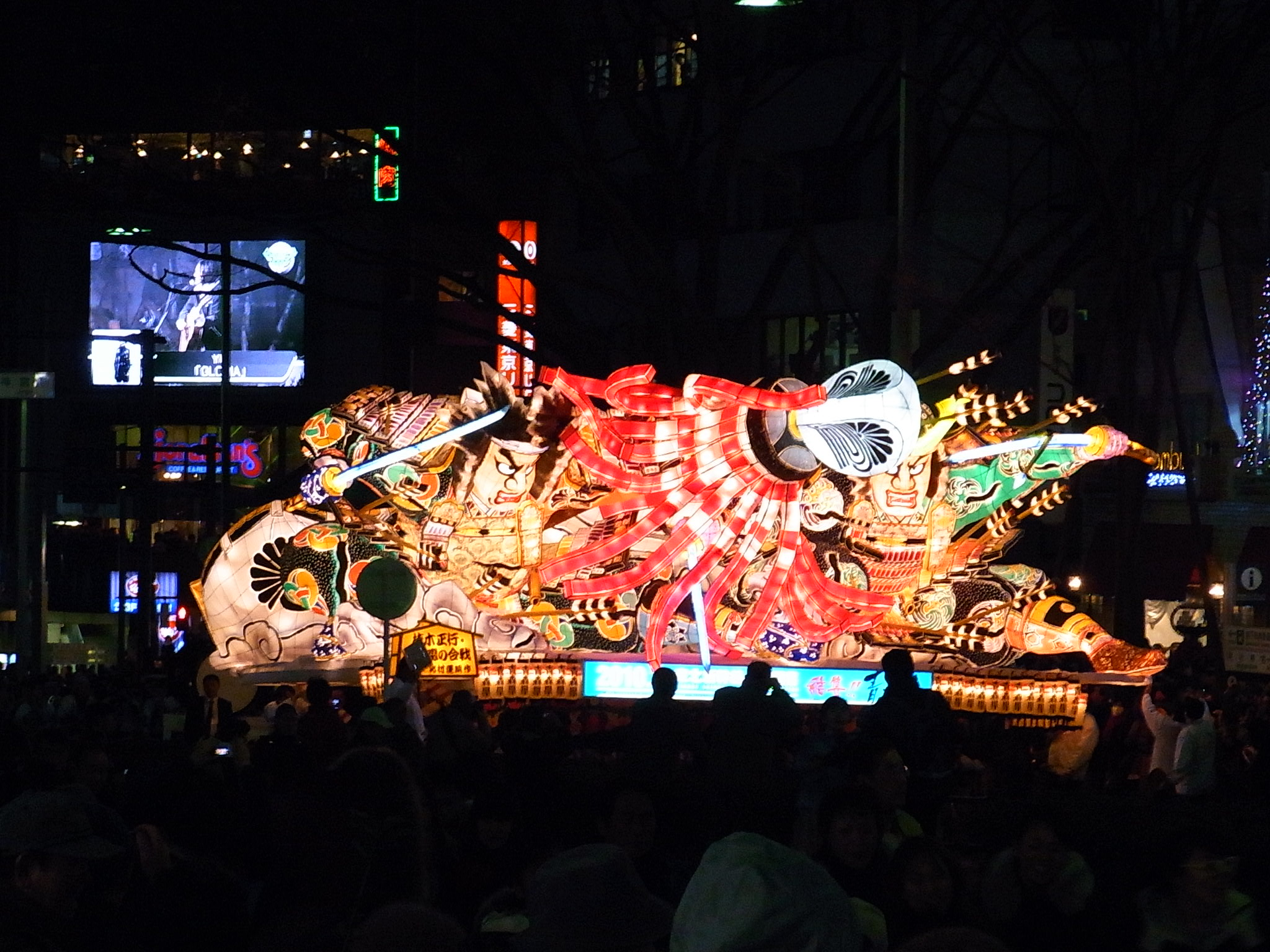
「とことん青森2010」原宿表参道で運行されたねぶた（2010年1月23日撮影）

- 2005年9月 韓国ソウル特別市鍾路区大学路（日韓友情年）
- 2007年8月 アメリカ合衆国ロサンゼルス市リトルトーキョー「二世週日本祭」に参加（米本土初）
- 2010年
  - 1月 東京都港区表参道（青森県観光キャンペーン「とことん青森2010」の一環）
  - 11月 東京都港区表参道（青森県観光キャンペーン「とことん青森MAX」の一環）
- 2015年8月 アメリカ合衆国ロサンゼルス市リトルトーキョー「二世週日本祭」（米本土2回目）

イベント参加・出展
- 2019年12月〜2020年2月 東京都千代田区 神田明神（体験型展覧会「江戸東京あかり展 produced by 日本あかり博」の一環）[11]

## ねぶたの特徴
ねぶたの制作は専門の「ねぶた師」によって行われている。
昭和30年代に北川啓三というねぶた師が針金を用いて指を1本ずつ作ったり複雑な造作のねぶたを作ったことによって、ねぶた界に革命が起こる。針金が登場した当時、一部では反発があったと言われているが、その表現性の高さから程なくして主流となった。北川によってロウソクだった内部の明かりを蛍光灯に替え、台座にバッテリーを乗せ明るく輝くねぶたを作ることに成功しより芸術性と完成度を高め、後に「ねぶたの神様」と評される。北川は既に他界しているが、現在の主流となっているねぶたの礎は北川が築いたと言える。その後、佐藤伝蔵や鹿内一生によって更にねぶたの造形性が高められ現代のねぶたの形が整った。千葉作龍や竹浪比呂央が郷土（青森）の題材をねぶたに取り入れた。

### 制作工程
ねぶた作りは、
1. 題材の決定
2. 設計図となる下絵を描く
3. 各パーツの製作（面、手、足、送りなどの製作）
4. パーツ類を配置する為の骨組み
5. 明かりを内側から灯す為の電気配線
6. 針金の表面を覆う紙貼り
7. 紙の上に黒いフチや線を描く書割り
8. 着色時の色の混濁を防ぐロウ書き
9. 白地に彩色する色付け
10. 持ち上げて台車に設置する台上げ

というこれらの10の工程を経て完成する。
最大サイズとして幅約9m、高さ約5m、奥行き約7mと言う規定がある。この規定は先述の戦後のねぶたの大型化により、道路上の広告アーチや歩道橋、信号などとの調整が必要になり高さを制限が設けられたものである（1957年頃に定着した）。

### 題材
題材に特に決まりはないが、歌舞伎の名場面、日本や中国の故事、青森に伝わる伝説などが取り上げられることが多く、2人の戦闘の場面を構図にしたものが多い。テレビ番組（特にNHK・大河ドラマ）などを題材にすることもある。三内丸山遺跡が発掘された翌年の1995年には、縄文を題材にしたものが登場した。青森市初代名誉市民である棟方志功の生誕100周年となった2003年には彼の版画を題材にしたものが登場した。
昭和30年代ごろまでは歌舞伎・中国の伝説（三国志・水滸伝）・合戦物が大部分を占めており、中でも北川は同じ題材をほぼ毎年何度も制作していた。昭和40年代になると、それら以外にも様々なジャンルが増え、昭和50年代末頃には郷土（青森）のジャンルが確立された。現在では、これまでと同じ題材でも、構図に多くの工夫を凝らし、その結果毎年より高い水準となっている。また新たな題材に挑むねぶた師も存在しており、彼らによって新たな表現方法も開発されている。青森以外の地で開催される（以下、遠征と表記）場合には開催地に合わせた題材を選ぶことになる。

## ねぶたの運行
ねぶたの運行に関して基本的な運営（ねぶたの隊列、山車の運行、囃子方）は各出陣団体によって賄われる。

### 囃子
ねぶたの楽器構成は、笛、太鼓、手振り鉦の三つである。この楽器構成は他地域のねぶたにもみられるが、メロディーとリズムは青森市のねぶたに独自のものである。
囃子は団体ごとに異なることもあるが共通囃子も存在する。主な囃子には以下の通りいくつか演目が存在する。（団体ごとに有無があり、団体特有の演目も存在する。）
- 集合太鼓（太鼓）
- 出陣太鼓（太鼓）
- 集合
- ころがし
- 進行
- 戻り
- なぬかび

### ハネトと掛け声

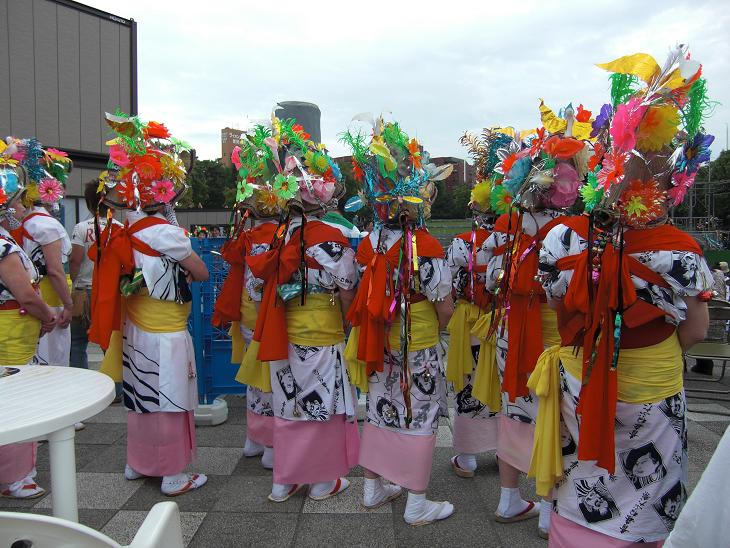
ハネトの正装

青森ねぶたの特徴の一つが周囲にハネトと呼ばれる大量の踊り子が付き従っていることである。これらの踊り手は「ハネト」または「バケト」と称されるが、これらの呼称は少なくとも大正時代には一般的でなく「踊り子」と呼ばれていた（今純三『ネブタ運行の光景』には「おどりこ」とある）。一説にはハネトは女装をしたバケトの一種で、次第に衣装が統一されたものという見方もある。
1970年頃まではハネトに加わるには運行団体名が入った浴衣を着用する必要があったが、1970年頃には運行団体の浴衣を着なくても参加が容認され始めた。ハネトは決められた衣装（正装）を着ていれば誰でも参加可能で、団体間の移動も自由であり、観光客も数多くハネトに参加している。一般市民や観光客向けに「青森ねぶた祭」という文字を染めた浴衣が販売されており、「統一浴衣」または「観光浴衣」と呼ばれている。
「ラッセラー」の掛け声で知られているが、これは1962年（昭和37年）にある婦人団体が流し踊りで行ったのが最初で、昭和40年代に出された佐々木新一の「ねぶた音頭」により定着したとされる。それ以前の掛け声は「ラッセラッセ」で、青森県出身の高木彬光『悪魔の火祭』（初版は1958年桃源社刊）にも同様の掛け声の表現がある。

### コース
青森市内の国道4号、新町通り、八甲通り、平和公園通りで囲まれたエリアが運行コースとなる。
先述のように1970年頃からハネトが急増し、祭礼の原動力にもなっていった一方、いくつかの問題を生じた。その一つが逆流の問題で、長く踊りたいハネトが進行方向と反対に歩いて進行の妨げとなった。そのため1983年にコース変更が行われた。1982年まで市役所前又は新町通りと八甲通りの交差点から1台ずつ出発し、コースを右回りで回っていた。しかし祭りが佳境にはいったころ道幅の狭い新町通りにねぶたが入り、ハネトで通りが一杯になりねぶたがいつまでたっても前に進めないという問題点が指摘された。このため1983年に左周りにコースが改められた。しかし、このコース変更は根本的な解決にはならなかった。また、1980年代には後述の「カラスハネト」「カラス族」と呼ばれる集団が問題化した。
その後、1992年に、市内各地に点在していた「ねぶた小屋」（ねぶたの車両基地のようなところ）が、観光物産館付近の青い海公園ラッセランドに集められた時期から、新町通り柳町付近からの出発に変更された。しかし祭りが高潮するとハネトであふれかえるためゴール地点は常に渋滞し、祭りそのものがなかなか終了しないという問題は相変わらずであった。
そこで2001年、あらかじめ周回コース全体に均等にねぶたを配置し、花火の合図で一斉に動き出し、花火の合図で一斉に離脱する一斉スタート・
一斉解散方式が採用された。ただし一斉スタート・一斉解散方式でも遅延は発生し、コースを一周できない団体もあり、審査員席にたどり着けなかったり、有料観覧席で見ている観客から目当てにしていたねぶたが来ないなどの不満が出ることもある。そのため2005年の特別検討委員会は将来的には以前の方式（吹き流し方式）に戻すべきとしたが、粗暴なハネトがいるとして当面は一斉スタート方式を継続することとした。
なお最終日の7日に限り、現在でもねぶたが1台ずつ出発している（吹き流し方式）。

## ねぶた師
先述のように祭りのメインである山車、ねぶたを作る制作者のことをねぶた師という。明治時代ごろまでは、ねぶたが町内単位での運行であったため、有志が制作していたが、ねぶたを企業などが運行するようになると、次第に名の立つ制作者が注文を受けるようになった。昭和時代になると、雑誌などで制作者のことを「ねぶた師」というようになる。2024年現在、ねぶた師は16人で、それぞれ作風が異なる。

### ねぶた師・製作団体一覧（敬称略、制作歴順 2025年度）
※（）内は大型ねぶた制作デビュー年

#### 千葉流
内山龍星（うちやま りゅうせい）（1987年〜）
青森市PTA連合会と消防第二分団ねぶた会・アサヒビールのねぶたを制作。
竹浪比呂央（たけなみ ひろお）（1989年〜）
JRねぶた実行プロジェクト、青森菱友会（三菱）のねぶたを制作。第7代ねぶた名人。下記参照。
立田龍宝
青森青年会議所、東北電力ねぶた愛好会のねぶたを制作。内山龍星の弟子。
手塚茂樹（てづか しげき）（2014年〜）
マルハニチロ侫武多会のねぶたを制作。竹浪比呂央の弟子。
林広海（はやし ひろみ）（2017年〜）
日本通運のねぶたを制作。千葉作龍の弟子。
吉町勇樹（よしまち ゆうき）（2022年〜）
サンロード青森のねぶたを制作。千葉作龍の弟子。
野村昴史（のむら　たかし）（2023年〜）
プロクレアねぶた実行プロジェクトのねぶたを制作。竹浪比呂央の弟子。
小財 龍玄（こざい　りゅうげん）（2024年〜）
陸上自衛隊青森駐屯地のねぶたを制作。内山龍星の弟子。2024年現在、青森駐屯地に所属する自衛官。

#### 北川流
北村隆（きたむら たかし）（1966年、1969年、1977年〜）
ヤマト運輸、に組・日本風力開発（2022年よりスポンサーが東芝から日本風力開発へ変更）のねぶたを制作。第6代ねぶた名人。下記参照。
北村蓮明（きたむら れんめい）（同上）
パナソニックねぶた会のねぶたを制作。北村隆は双子の兄。
北村春一（きたむら しゅんいち）（2011年〜）
NTTグループ、青森県板金工業組合、日立連合ねぶた実行委員会のねぶたを制作。北村蓮明の実の息子である。
北村麻子（きたむら あさこ）（2012年〜）
あおもり市民ねぶた実行委員会のねぶたを制作。北村隆の娘で弟子。青森ねぶた史上初となる女性のねぶた師。
塚本利佳（つかもと りか）（2023年〜）
青森山田学園のねぶたを制作。北村麻子に次ぐ史上2人目の女性ねぶた師。

#### 荒川流
大白我鴻（おおしろ がこう）（2005年〜2007年、2009年〜）
青森県庁のねぶたを制作。
福士裕朗（ふくし ひろあき）（2023年〜）
青森市役所ねぶた実行委員会のねぶたを制作。これまでは五所川原立佞武多の製作者であった。　

#### その他
諏訪慎（すわ まこと）（2004年〜）
ねぶた愛好会のねぶたを制作。
私たちのねぶた自主製作実行委員会（1974年〜）
特定のねぶた師によって制作はなされていないが、ねぶた師と同等の役割を果たす責任者（制作指導者）が制作の指揮をとっている。

### ねぶた名人
それぞれの時代において、優れた功績を残したねぶた師には名人位が贈られており、2012年現在で6人のねぶた名人がいる。4代までは名人位認定に対する明確な基準は無かったが、5代と6代が認定されるにあたって実力や実績（制作期間、受賞歴、後継者たる弟子の育成等）に対する基準が制定されている。
| 代数 | 名前       | 生年月日       | 認定年月日    | 年齢      | 没年月日      | 備考 |
| ---- | ---------- | -------------- | ------------- | --------- | ------------- | --- |
| 初代 | 北川金三郎 | 1880年12月26日 | 1958年8月22日 | 78歳      | 1960年        | それまで竹で大ざっぱに作っていたねぶたを、針金で丁寧に作り、蝋燭だった照明を電球と蛍光灯に替え、ねぶたに革命をもたらしたため、「近代ねぶた開祖」「青森ねぶた中興の祖」と呼ばれる。                                                                         |
| 2代  | 北川啓三   | 1905年3月21日  | 1985年6月7日  | 80歳      | 1988年4月6日  | 上記初代名人の息子で、父同様優れたねぶたを作り、第1回田村麿賞を獲得した。 |
| 3代  | 佐藤伝蔵   | 1925年12月26日 | 1986年8月11日 | （61歳）※ | 1986年8月8日  | 上記・北川親子の弟子。骨組みが少ないため平坦な作りであった顔の部分（面）を、針金を多用し、凹凸のある面にし、主流とさせた。華麗な色彩と大胆な構図の作りで、多くの制作者が尊敬の念を抱いている。前人未踏の田村麿賞4連覇の記録を持つ。田村麿賞受賞回数は8回。 |
| 4代  | 鹿内一生   | 1925年1月30日  | 1990年8月1日  | 65歳      | 1991年3月16日 | 馬のねぶたを得意とし、佐藤が華麗なねぶたを作ったのに対し、荒々しいねぶたで、作りが対照的であった。多くの弟子を育て我生会という一門を作り、結束力を強めた。田村麿賞受賞回数は7回。                                                                          |
| 5代  | 千葉作龍   | 1947年1月25日  | 2012年8月1日  | 65歳      | 存命          | 早くから頭角を現し、26歳での田村麿賞初受賞、28歳29歳での連覇という最年少記録を持つ。いくつもの新たな題材や表現方法に挑み芸術としての幅を広げ続けている。ねぶた大賞（田村麿賞を含む）受賞回数は11回。                                                       |
| 6代  | 北村隆     | 1948年5月20日  | 2012年8月1日  | 64歳      | 存命          | 北川敬三の弟子。ねぶた大賞（田村麿賞も含む）受賞回数は12回で最多記録保持者。 |
| 7代  | 竹浪比呂央 | 1959年         | 2023年4月27日 | 63歳      | 存命          | 千葉作龍の弟子。ねぶた大賞受賞回数は８回。また、最優秀制作者賞の受賞回数は９回で最多記録保持者。 |

※佐藤伝蔵は没後認定のため享年

### かつて制作した主なねぶた師

#### 明治〜大正時代
- 柿崎琴章（生没年不詳）
- 坂田金作（生没年不詳）

北川金三郎の師匠。

#### 昭和時代
- 北川金三郎（1880年〜1960年）

初代名人。上記参照。
- 秋田覚四郎（1895年〜1972年）
- 稲田千代吉（1902年〜1972年）
- 柴田吉五郎（1896年〜1960年）
- 織田智一（1897年〜1978年）

初めて馬をねぶたで作った。
- 北川啓三（1905年〜1988年）

2代目名人。上記参照。
- 千葉作太郎（1908年〜1966年）

千葉作龍（上記）の父で師匠。
- 川村伯鳳（1911年〜1980年）

独特な作風で、ねぶたのグロテスクの要素を確立させた。
- 佐藤伝蔵（1925年〜1986年）

3代目名人。上記参照。
- 佐藤利尚（1943年〜1984年）

16歳で1本立ちの最年少記録を持つ。1981年まで制作（1982年の制作も決まっていたが実現せず）。

#### 昭和〜平成時代
- 鹿内一生（1925年〜1991年）

4代目名人。上記参照。
- 石谷進（1932年〜2008年）

1964年から長きに渡り制作した。早作りで有名で、1973年には6台も制作した。鹿内一生没後は最長老となり、昭和の面影のあるねぶたを制作した。2003年まで制作。
- 川村心生（1945年〜2000年）

2000年に急死
- 穐元鴻生（1945年〜2006年）

鹿内一生の弟子たちのリーダーであった。後述の穐元和生は実弟。2005年まで制作。
- 白鳥芳生（1946年〜）

2006年まで制作。
- 福井祥司（1947年〜）

佐藤伝蔵の助手であったが、1986年に佐藤が病に倒れ、制作途中のねぶた3台を引き継ぎ、完成させた。2007年まで制作。
- 渋谷昭雄（一擲）（1948年〜）

2003年まで制作。
- 村元芳遠（1950年〜）

主に黒石ねぷたでの人形ねぷた師として有名で、青森ねぶたも2008年まで制作。青森でも、おどろおどろしい独特の作風は異彩を放っていた。
- 木村富美男（1951年〜2018年）

自衛官で、自衛隊のねぶたを制作。定年退職により2004年まで制作。2013年まで青森自然公園ねぶたの里にてねぶたを制作していた。
- 穐元和生（1947年〜）

前述の穐元鴻生は実兄である。
- 柳谷優浩（優碩）

1984年、私たちのねぶた自主製作実行委員会でデビュー。2015年まで制作。
- 外崎白鴻（1980年〜）

2009年、市役所ねぶた実行委員会でデビュー。2016年まで制作。
- 相馬寿朗（我鵬）

2011年、私たちのねぶた自主制作実行委員会でデビュー。相馬寿朗と私たち一同で制作。2015年まで制作。
- 千葉作龍（1947年〜）

5代目名人。上記参照。1983年までは本名の千葉伸二を名乗って制作。2021年まで制作。
- 京野和鴻（2007年〜）

あおもり市民ねぶた実行委員会でデビュー。その後東北電力ねぶた愛好会と青森市役所ねぶた実行委員会で2022年まで制作。
- 有賀義弘（ありが よしひろ）（2005年〜）

陸上自衛隊青森駐屯地のねぶたを制作。2019年まで制作。

### ねぶた師の系列
かつてねぶた祭が有志による開催だった時代にはねぶた師と呼べるような人物が存在しなかったが、やがて腕の立つ者がねぶた師として制作するようになり、明治に入ると弟子を取る者も現れた。現在ではねぶた師を志向する者はほとんどが特定のねぶた師に弟子入りして手ほどきを受け、制作技術を磨いて一本立ちする。ただし中には特定の師匠を持たず独自に制作技術を身につけるねぶた師もいる。以下にその系列を示す。

#### 千葉作太郎系
千葉作太郎を祖とする系統である。明治のねぶた師・柿崎琴章の流れを汲むとされる。5代名人・千葉作龍を輩出している。
- 千葉作太郎
  - 千葉作龍
    - 内山龍星
      - 立田龍宝
      - 小財龍玄

    - 竹浪比呂央
      - 手塚茂樹
      - 野村昴史

    - 林広海
    - 吉町勇樹

※柳谷優浩（正式な弟子ではない）

#### 北川金三郎系
明治のねぶた師、坂田金作を祖とする歴史ある系列である。また初代、2代、6代と実に3名の名人を輩出している。
- 坂田金作
  - 北川金三郎
    - 秋田覚四朗
      - 佐藤利尚

    - 北川啓三
      - 北村隆
        - 北村麻子
        - 塚本利佳

      - 北村蓮明
        - 北村春一

      - 石谷進
        - 諏訪真

#### 佐藤伝蔵系
3代名人・佐藤伝蔵を祖とする系列である。佐藤伝蔵は北川親子の弟子であるため北川系の分派とも言える系統である。
- 佐藤伝蔵
  - 福井祥司
  - 木村富美男
    - 有賀義弘

  - 渋谷昭雄
- 山内岩蔵

#### 我生会一門（鹿内一生系）
川村伯鳳を祖とする系統である。1965年に鹿内一生によって明確に一門とされた。4代名人・鹿内一生を輩出している。
- 川村伯鳳
  - 鹿内一生
    - 穐元鴻生
      - 大白我鴻
      - 京野和鴻
      - 外崎白鴻
      - 福士裕朗

    - 川村心生
    - 白鳥芳生
    - 一戸意生
    - 穐元和生

※相馬寿朗

## 賞
昭和20年代より、ねぶたを豪華絢爛にすべく審査制度が設けられた（古くは戦前にも審査は存在した模様だが現存する資料は確認できていない）。当初は「優秀」「優良」「佳良」などの名称であったが、審査に偏りがあるなどの理由から、1960年からは中止された。しかし審査を廃止した結果制作の手を抜くねぶた師が出るようになり、2年後の1962年より青森ねぶたの最優秀作を決める「田村麿賞」（現「ねぶた大賞」）が制定された。その後、「田村麿賞」に次ぐ賞がいくつか設けられ、また製作者賞（制定当時の表記）などの部門賞も設けられた。ただし、1964年のみ田村麿賞を受賞したねぶたが無い。祭り4日目の運行終了後に審査の集計が行われ、夜11時ごろに各賞が決定、翌日の表彰式で受賞した団体に賞の額が贈られ、ねぶたに飾り付けられる。なお、額の形状は、黒い枠の上段に「贈」、右上に「祝 ねぶた祭」、左上に団体名、左下に「青森ねぶた祭実行委員会」、下段にその年の西暦が記されている。
審査方法（2018年現在）
基本的には点数制で、ねぶた本体の点数に運行、ハネト、囃子などの点数を加算して順位が決まる。しかしそのため、ねぶた本体の順位と総合点の順位が異なる場合があり、これによってねぶた本体の評価と総合点での審査結果で逆転現象が起こることもある。そのため様々なねぶたに各賞が分散することもあれば、一度に多数の賞を取るねぶたが出ることもある。集計後、審査委員の採決によって点数が調整されることもある。

### 賞一覧（2019年現在）
- ねぶた大賞（1995年〜）

最高賞。1962年〜1994年までは「田村麿賞」（詳しくは「ねぶた大賞」を参照）。最も大きい額を用いる。背景は金色。
- 知事賞（1971年〜）

第2位の賞。背景はオレンジ色。
- 市長賞（1959年（1990年）〜）

かつては参加賞の位置づけであったが、1990年より第3位の賞となった。これに合わせるようにそれまで年賞と同じ小型だった額が大型化された。背景は緑色（参加賞時代は薄紫の背景に赤の文字）。
- 商工会議所会頭賞（1990年〜）

第4位の賞。背景は空色。
- 観光コンベンション協会会長賞（1994年〜）

第5位の賞。2000年までは「観光協会会長賞」。背景はピンク色。
- 囃子賞（1972年〜）

最も良い囃子を奏でる団体に贈られる賞。背景は赤色。
- 運行・跳人賞

運行と跳人が最も良い団体に贈られる賞。かつては運行賞と跳人賞という別々の賞だった。背景は薄いオレンジ色。
- 最優秀制作者賞（2005年〜）

その年の最も良いねぶたを作った制作者（ねぶた師）に贈られる賞。背景は銀色。
- 優秀制作者賞（2007年〜）

最優秀制作者賞に準ずるねぶたを制作したねぶた師に贈られる。原則として2台に贈られる賞だが、2012年は審査で同点のねぶたが存在したため3台に贈られた。額は贈られない。
- 海上運行賞（1997年〜2000年、2002年〜）

最終日に開催される海上運行に選出されたねぶたに贈られる賞。かつては海上運行に出陣できる全てのねぶたに上位の賞と伏せて贈られており、その後、数年間賞に選ばれていない団体へと贈られる賞となった（2003年からは推薦という形となり、厳密に言えば賞という位置付けではない）。海上運行が7台となった2008年からは、大賞からの上位5台は海上運行の対象ながら贈られず、上記各賞を受賞していない2台に単独で贈られた。2014年は海上運行が6台になったため再び1台に贈られるようになった。海をイメージしているのか背景は青色。
- 年賞

全てのねぶたが獲得する賞。初出陣の年を一年賞とし、それから何年出ているかが記されている。2018年現在最長は「日通」と「に組」の七十二年賞。参加賞のような位置付けであり、最も小型の額を用いる。背景は黄色。

### ねぶた大賞
ねぶた本体・運行はねと・囃子の総合評価で最優秀のねぶた運営団体には「（令和○年）ねぶた大賞」が贈られる。
またこの賞は1962年より「田村麿賞」の名称で制定されたが、坂上田村麻呂は東北地方からみると征服者であり逆賊ではないかとの見解により「賞名に征服者の名前を冠しているのはおかしい」「史実の坂上田村麻呂は青森までは来ていない」との批判を受け、各界各層の意見や世論を踏まえた結果として1995年より現在の賞名に変更された。2012年時点での通算最多受賞記録は北村隆の12回。連続受賞記録は佐藤伝蔵、竹浪比呂央の4年が最高（翌年伝蔵は他界）。

### かつて設けられていた賞
- 奨励賞（1967年〜1970年）

当時はこれと田村麿賞だけだったことから恐らく現在の知事賞に相当する賞。1台だけに贈られた年と2台に贈られた年があった。
- 制作賞（1979年〜1993年、2001年〜2004年）

1979年、80年はねぶた本体のみで最も優れた団体に贈られる賞として、1981年〜1989年は3位の団体に1990年〜1993年は5位の団体に贈られる賞あった。2001年に復活したが、その年の最も良いねぶたを作った制作者（ねぶた師）に贈られる賞としてであった。背景は青色（黄緑色、黄色、藤色の年もあった）。制定当時は製作者賞。2005年に前述の「最優秀制作者賞」に名称変更した。
- 青森公立大学開学記念賞（1993年）

背景は水色
- 商工会議所百周年記念賞（1993年）

背景は黄色
- 運行賞

運行が最も良い団体に送られる賞。6日間を皆勤したねぶたがとることが多かった。跳人賞と統合された。背景は青色。
- 跳人賞

跳人が最も良い団体に贈られる賞。運行賞と統合された。背景は薄ピンク色。

## 運行団体一覧（2025年現在)
青森ねぶたは、大型化にともない町内会だけで費用をまかないにくくなり、ほぼすべての団体が大手企業、官公庁、大学等がスポンサーとなり運行している。しかし、企業名や官公庁の名がある団体でも、すべての関係者がその企業の社員や職員ではないことがある。また、ねぶた愛好会や私たちのねぶた自主製作委員会の様に特定のスポンサーをつけず、市民の手だけで製作・運行している団体もある。
- JRねぶた実行プロジェクト（旧団体名「国鉄」「JRねぶた実行委員会」）
- に組・日本風力開発グループ（日本通運と並んで最も参加歴が長い。2021年までは「に組・東芝」であったが、同年を以て40年以上メインスポンサーであった東芝が撤退。）
- サンロード青森
- 青森山田学園（旧団体名「青森大学」。1988年までは1年おきの運行であった）
- マルハニチロ侫武多会（旧団体名「大洋漁業ねぶた会」「青森マルハ侫武多会」）
- 青森菱友会（地域の発展をスローガンとしていることから毎年青森県内の伝説を題材にしている）
- ねぶた愛好会
- 青森市役所ねぶた実行委員会（旧団体名「青森市職員互助会」）
- 日立連合ねぶた委員会
- 東北電力ねぶた愛好会（1973年から1983年まで、運行を取りやめていた）
- 県庁ねぶた実行委員会
- あおもり市民ねぶた実行委員会（2002年より新規参入。
- 青森市PTA連合会（かつての愛称として「中学生ねぶた」「親子ねぶた」）
- 消防第二分団ねぶた会・アサヒビール（過去には青森スバル、青森マツダ自動車、ヤマモト食品、NEC、ニッカウヰスキーがメインスポンサーとしてついていた）
- 私たちのねぶた自主製作実行委員会
- NTTグループねぶた（旧団体名「日本電信電話公社」）
- 公益社団法人 青森青年会議所
- 青森県板金工業組合
- 日本通運ねぶた実行委員会（に組・日本風力開発グループと並んで最も参加歴が長い）
- ヤマト運輸ねぶた実行委員会
- パナソニックねぶた会（旧団体名「青森ナショナル店会」）
- 青森自衛隊ねぶた協賛会（旧団体名「陸上自衛隊青森駐屯地部隊」）
- プロクレアねぶた実行プロジェクト（2023年に新規参入した団体。あおもり市民ねぶた以来の新規参入団体）

### かつて運行していた団体
- 亀屋みなみチェーン
- コマツ連合ねぶた
- 日産青森会
- ダックシティー青森ビブレ（現：さくら野百貨店）
- ふれあい郵便局

ほか多数

## 文化

### 楽曲
- ねぶた囃子 - ねぶたの進行の際のお囃子のほか、ねぶた小屋から出るときのお囃子、ねぶた小屋に戻るときのお囃子などがある[27]。
- ねぶた音頭（唄：佐々木新一） - 青森ねぶた祭りの中でコースで流し踊りを披露する。

### 他地域の伝播
北海道の七夕行事である「ローソクもらい」は青森県のねぶたの準備が起源で入植者によって伝えられたといわれている（ただし佐渡起源説もある）。

## 「カラス族」問題
1980年代に入ると逆行や喧嘩騒ぎなどを起こす一部のハネトが報じられるようになった。そして1986年あたりから全身が黒装束の「カラスハネト」「カラス族」が現れた。警察の道路使用許可条件にはハネトはすべてひき綱の中に入れることとされ、当初はこれらの者を隊列の外に追いやるような状態が続いたが、もみあいになり運行委員がけがをすることもあった。
1996年にはカラス族の喧嘩で割れた一升瓶の破片が観光客の首に刺さって全治1ヶ月の大けがを負う事故が発生し、青森県は1997年からカラス族を最後尾のロープ内に取り囲んで監視する対策を行った。しかし、最後尾に居場所を作ったために、かえってカラス族は増加し、2000年には延べ11000人に達した。
青森県は「青森県迷惑行為等防止条例」を2001年7月1日から施行したが、この条例の検討中に問題が発生したため、第4条に「祭礼における迷惑行為」を明記することになった。この条例に基づき2001年の青森ねぶた祭には、延べ3000名の警察官と1131人の警備ボランティアが動員され、出没したカラス族（カラスハネト）は6日間の総計で延べ1770人にまで減少した。2001年の青森ねぶた祭では迷惑行為等防止条例で3人、暴行罪で3人の計6人が逮捕された。

## 暴力問題
2023年8月、ねぶたを先導する役割の青森青年会議所（JC）の運行支援担当2名（会員1名、ボランティアスタッフ1名）が、曳手6人（会員1名、ボランティアスタッフ5名）の顔や頭を、腕を振りま回しながら、うちわや平手で殴打する暴力行為があったことが、観客が様子を撮影したとみられる暴力動画がSNS上に公開されたことで発覚した。加害者らは、運行中にねぶたが道路標識にぶつかったため、「（殴ったのは）曳手6人の気合を入れ直すためだった」と弁明したとされる。
SNS上では「暴力は犯罪」、「明らかな暴力行為で警察沙汰になってもおかしくない」、「何故警察に逮捕されないの？」など声が殺到する中、この件に関し、青森ねぶた祭実行委員会は「暴力行為が二度とないよう厳正な対応を約束し、再発防止に努める」、青森市長の西秀記は「実行委員会と共に、祭りの全期間を通じて、こうした暴力行為が二度と発生することのないよう、再発防止および健全な祭りの運営に努める」とのコメントをした。
被害者の無抵抗ぶりに「暴力が常習化？」との憶測もある中、青森青年会議所側は日頃更新されている形跡のほとんどない公式サイト上にて、「当事者間においては既に謝罪がなされ、それを受け入れられております」との謝罪文を素早く公開し、すでに円満解決したとされる。

## 放送について
- NHK青森放送局では原則8月6日に総合テレビ[35][36]のデジタルサブチャンネルで生中継を実施している。また、総合テレビのデジタルメインチャンネルとワンセグ[37]でも生放送の翌日に実質再放送扱いで放送。NHK-BSでも、BSプレミアム（2010年まではBS-hi）で青森局デジタルサブチャンネルとサイマル放送を行う年もあったが、2012年からは同チャンネルでねぶたの期間終了後に実質再放送扱いで放送。
- 在青民放テレビ局でも、8月中旬の旧盆をはさむ期間にダイジェスト版を放送している。しかし年によっては例外で生中継を行うことがある。2018年からは期間中が金曜日に当たる場合は青森放送と民放BS[38]で生中継で放送される[39]。
- 地元ケーブルテレビ局である青森ケーブルテレビでも、『青森ねぶた祭（西暦年）』として放送を行っている。なお、CSチャンネルである旅チャンネルでは、一部を編集した上で秋頃に放送される。
- 2022年はBS-TBSでも8月6日に生中継を実施。

## 最古の写真
2018年7月中旬、青森県青森市の住宅から明治時代の青森ねぶたの様子が撮影された1枚の写真が発見された。写真は、青森まちかど歴史の庵「奏海（かなみ）」に寄贈され、2018年8月26日まで「奏海」で開催中の「懐かしの昭和のねぶた」で公開されている。写真には8メートル程度とみられるねぶたを囲むように、鉢巻き姿の男性や子ども達が写っている。写真の裏には「七夕祭ネブタ 青森 塩町 若者連 莨町ニテ」と記載されており、現在の青森県青森市青柳付近で撮影されたものと思われる。尚、写真は1891年に撮影されたと見られ、青森ねぶたの様子が撮影された最古の写真と見られるという。

## 映像資料
- ”夏まつり”たけなわ（昭和40年8月13日公開） - 中日ニュース604号（動画）・中日映画社

## 映画
- トラック野郎・御意見無用（1975年、東映、舞台が東北）